# Pokémon 3: El hechizo de los Unown
Pocket Monsters Kesshoto no Teio ENTEI (劇場版ポケットモンスター 結晶塔の帝王 ENTEI Gekijōban Poketto Monsutā Kesshōtō no Teiō ENTEI?, Pocket Monsters la Película: El Emperador de la Torre de Cristal ENTEI), conocida en Estados Unidos como Pokémon 3: The Movie: Entei - Spell of the Unown, es la tercera película basada en el anime Pokémon. La versión original japonesa fue lanzada en los cines el 8 de julio de 2000, y en Estados Unidos el 6 de abril del 2001. Fue además la última película Pokémon estrenada en cines en el Reino Unido, España e Hispanoamérica hasta el estreno de la película Pokémon the Movie: I Choose You! en 2017. Está protagonizada por los singulares Pokémon Unown y el Pokémon Legendario Entei
Es la última película de Pokémon distribuida por Warner Bros. cuando Miramax distribuye la cuarta película

## Argumento
El Profesor Spencer Hale, quien fuera una vez uno de los mejores estudiantes del Profesor Oak y alumno cercano a la familia Ketchum, está obsesionado con descubrir el secreto tras el misterioso Pokémon llamado Unown. Un día le llaman por teléfono para que vaya al trabajo, puesto que se ha encontrado algo sorprendente e inaudito; cuando su hija llamada Molly se prepara para dormir su papá le enseña fotos de su libro, en el cual ella ve un Entei, y dice que desde ahora será su Pokémon favorito.
El Profesor se va a un desierto y entra a una cueva donde hay paredes con letras extrañas, las cuales empieza a fotografiar con la ayuda de su laptop. De repente encuentra unas en el suelo (que tienen la forma de Unown), las toma para examinarlas y aparece un Unown frente a él que luego desaparece; las letras lo empiezan a rodear y lo transportan a un lugar desconocido.
El ayudante se da cuenta de que el científico desapareció y va a avisarle a Molly y a los demás.
Ella se queda muy triste y le dan las extrañas letras que encontró su padre. Toma unas al azar y forma la palabra PAPÁ, y pide un deseo: que su padre vuelva. De pronto las letras cobran vida y se empieza a formar cristales alrededor de ella; ella se sorprende e intenta agarrarlas cuando aparece del cristal su pokémon favorito, Entei. Molly asume que este Entei es su padre, mientras el cristal se sigue expandiendo por toda la casa, una enorme mansión.
Mientras tanto, Ash Ketchum conoce a una entrenadora llamada Rin, a quien enfrenta en un competido duelo Pokémon, el cual después de una dura batalla logra ganar. Sin embargo, sus pokémon quedan muy lastimados y se dirige rápidamente hacia un Centro Pokémon. Estando ahí decide comer con sus amigos cuando surge la idea de ir a un lugar muy bonito, lleno de flores para Misty, Pokémon para Ash y muchas chicas para Brock. Al llegar ahí, encuentran todo cubierto con cristal, y cámaras de televisión grabando lo sucedido para las noticias.
Entretanto Delia Ketchum, la madre de Ash que está viendo las noticias, se asusta al ver a Ash y se dirige junto con el Profesor Oak a ese lugar para ver que está pasando. Cuando la madre de Ash lo ve, corre a abrazarlo. Las cámaras graban esto y la niña, que está en la mansión de cristal viendo las noticias, le dice a Entei que quiere una madre. En ese momento, Entei sale de la mansión y se lleva a la madre de Ash, ante los ojos incrédulos de Ash y las cámaras de televisión. Entei entonces lava el cerebro a Delia y le hace creer que es madre de Molly, haciendo que Ash entre a la mansión en una misión de rescate no solo para salvar a Delia, sino también de evitar los cada vez más destructivos poderes de los Unown, quienes son manipulados más y más por los impulsos y sentimientos de Molly, cristalizando más y más el entorno dentro de la zona de la mansión.
Molly nota que Ash, Brock y Misty intentan entrar a la mansión. Delia los ve de igual manera y cuando mira a Ash, sale de su trance. Molly procede a tratar con los intrusos aproximándose a ellos con una proyección suya. Cuando Brock dice que ella es muy chica, Molly "se hace" así misma mayor con el poder de Entei. Brock la reta primero a una batalla Pokémon, pero pierde contra sus propias versiones de unos super poderosos Pokémon, llamados Pokémon de Cristal, creados por Entei. Ash y Misty se dirigen a las siguientes escaleras cuando son encontrados por la Molly mayor nuevamente, pero esta vez Misty la reta. Con la sorpresa de que Misty no es bastante mayor para ser una Líder de Gimnasio, Molly reajusta su edad para coincidir con la de Misty. Además cambia la arena a una unbicación bajo el agua, pero a pesar de esta ventaja, Misty pierde contra los Pokémon Cristal de Molly. Subiendo el último tramo de las escaleras, Ash finalmente encuentra a Delia con la verdadera Molly, quien estaba durmiendo.
Delia está sorprendida de ver a Ash y con él, trata de convencer a Molly de dejarla y regresar a la realidad. Sin embargo, Ash es confrontado por Entei quien violentamente defiende los sentimientos de Molly. Forzado a pelear, Ash usa a Totodile y Cyndaquil contra Entei pero los dos son vencidos fácilmente. Pikachu sin embargo logra tener una valiente lucha contra Entei. El Charizard de Ash, quien lo viera en problemas en la televisión de Liza más temprano, decide ayudarle, regresando desde el valle Charizífico para salvar a Ash y Pikachu luego que Entei los mandara a volar. Ash entonces monta a Charizard y una espectacular batalla comienza. Charizard es más igualado a Entei, y los dos Pokémon lanzan todo lo que tienen contra el otro. En un punto, Ash intenta hablar con Entei para convencerle que no luche y hacer lo que es mejor para Molly, pero Entei persiste en pelear. Justo cuando Entei está por descargar un poderoso ataque para acabar con Charizard, Molly le detiene, y decide que quiere vivir en la realidad nuevamente.
Desafortunadamente, los Unown comienzan a perder control de sus poderes psíquicos combinados luego de sobrealimentarse de los sentimientos de Molly. Entei es forzado a atacarlos para poder restaurar la paz. Con ayuda de Pikachu y Charizard, Entei consigue penetrar el escudo de los Unown y luego detiene su hechizo golpeándolos con un ataque de Llamarada. Entei intenta despedirse de Molly, diciéndole que lo mantenga cerca a sus sueños y entonces muere. Los Unown retornan a su dimensión, liberando al Profesor Hale en las ruinas donde desapareciera. El grupo sale y encuentra que el lugar ha vuelto a la normalidad. El Equipo Rocket, atrapado en una torre con Wobbuffet durante toda la película, anuncian que intentarán ser héroes la próxima vez y se despiden con su clásico grito.
En los créditos, Charizard regresa al Valle Charizífico, y Molly adquiere un Teddiursa real al igual que la vuelta de su madre y su padre.
La película, siguiendo la tradición, comienza con una minipelícula titulada «Pikachu the Movie 2000», o «Pichu and Pikachu».

## Personajes
Ash (サトシ Satoshi?)
 Seiyū: Rika Matsumoto
Misty (カスミ Kasumi?)
 Seiyū: Mayumi Iizuka
Brock (タケシ Takeshi?)
 Seiyū: Yūji Ueda
Jessie (ムサシ Musashi?)
 Seiyū: Megumi Hayashibara
James (コジロウ Kojirō?)
 Seiyū: Shinichirō Miki
Molly Hale (ミー・スノードン Me Snowdon?)
 Seiyū: Akiko Yajima
Profesor Spencer Hale (シュリー・スノードン Sully Snowdon?)
 Seiyū: Naoto Takenaka
Schuyler (ジョン John?)
 Seiyū: Hirohide Yakumaru
Lisa (リン Rin?)
 Seiyū: Ai Katō
Oficial Jenny/Agente Mara (ジュンサー Junsar?)
 Seiyū: Chinami Nishimura
Enfermera Joy (ジョーイ Joy?)
 Seiyū: Ayako Shiraishi
Delia Ketchum (ハナコ Hanako?)
 Seiyū: Masami Toyoshima
Tracey Sketchit (ケンジ Kenji?)
 Seiyū: Tomokazu Seki
Profesor Oak (オーキド博士 Ookido-Hakase?)
 Seiyū: Unsho Ishizuka
Reporteros de la televisión
Madre de Molly

## Reparto
| Nombre del Personaje  | Actor de Voz (Japón) | Actor de Voz (España)     | Actor de Voz (Hispanoamérica) |
| --------------------- | -------------------- | ------------------------- | ----------------------------- |
| Ash Ketchum           | Rika Matsumoto       | Rafael Alonso Naranjo Jr. | Gabriel Ramos                 |
| Pikachu               | Ikue Ōtani           | Ikue Ōtani                | Ikue Ōtani                    |
| Misty                 | Mayumi Iizuka        | Pilar González Aguado     | Xóchitl Ugarte                |
| Brock                 | Yūji Ueda            | Sergio Sánchez            | Gabriel Gama                  |
| Togepi                | Satomi Kōrogi        | Satomi Kōrogi             | Satomi Kōrogi                 |
| Jessie                | Megumi Hayashibara   | Ana Jiménez               | Diana Pérez                   |
| James                 | Shinichirō Miki      | Luis Manuel Martín Díaz   | José Antonio Macías           |
| Meowth                | Inuko Inuyama        | Mario Arenas              | Gerardo Vázquez               |
| Profesor Oak          | Unshō Ishizuka       | Roberto Encinas           | Hugo Navarrete                |
| Delia Ketchum         | Masami Toyoshima     | Marta García              | Ana Patricia Anides           |
| Molly Hale            | Akiko Yajima         | Ana Esther Alborg         | ???                           |
| Lisa                  | Ai Kato              | Mar Bordallo              | Mariana Ortiz                 |
| Schuyler              | Hirohide Yakumaru    | Fernando Cabrera          | Benjamín Rivera               |
| Enfermera Joy         | Ayako Shiraishi      | ?                         | Mildred Barrera               |
| Oficial Jenny         | Chinami Nishimura    | ?                         | Mayra Arellano                |
| Entei                 | Naoto Takenaka       | Miguel Ángel del Hoyo     | Alfonso Ramírez               |
| Profesor Spencer Hale | Naoto Takenaka       | Miguel Ángel del Hoyo     | Alfonso Ramírez               |
| Narrador              | Unshō Ishizuka       | Eduardo del Hoyo          | Gerardo Vázquez               |

## Curiosidades de la película
- Originalmente, la escena donde Spencer Hale vuelve del mundo de los Unown fue parte de los créditos finales. Para el doblaje, ésta escena fue trasladada después de que Greenfield fuese restaurado y antes de la escena en la que Ash, Pikachu, Misty, Brock, Charizard y Molly salieran de la mansión después de la restauración. El personal de 4Kids declaró que lo hicieron porque las audiencias occidentales tienden a abandonar los cines sin quedarse a ver los créditos finales. Por lo tanto los productores estaban preocupados de que si el público no veía éstos, entonces asumirían que la película terminaría con el personaje de Molly huérfana.
- En la versión japonesa, la esposa de Spencer Hale lo dejó debido a su obsesión por descubrir los secretos de los Unown. Sin embargo, en el doblaje de la versión americana, su ausencia se explicó como si hubiera desaparecido mientras este último estudiaba a los Unown.
- En ambas versiones queda la sensación de duda acerca del origen real de Entei y es una cuestión que no es del todo explicada en la película. Tal parece una jugarreta de los productores, pero Entei no es creado por los Unown, sino que ellos mismos lo traen, es por eso que tiene la fuerza para poder derrotarlos (de haber sido su creación estos no lo hubiesen dejado). Entei se despide de Molly antes de morir, diciéndole que siempre lo mantenga en sus sueños.

## Recepción
Entei - Spell of the Unown, al igual que sus antecesoras, recibió críticas negativas por parte de la crítica especializada, pero mixtas a positivas por parte de la audiencia y los fanes. En el sitio web Rotten Tomatoes la película tiene una aprobación de 22%, basada en 55 reseñas, con una calificación promedio de 4/10, mientras que de parte de la audiencia tiene una más alta aprobación de 52%, basada en más de 23 000 votos, con una puntuación de 3.2/5. En Metacritic la película tiene una puntuación de 22 sobre 100, basada en 18 reseñas, indicando "reseñas generalmente desfavorables".
En el sitio web IMDb tiene una calificación de 5.3 basada en más de 9000 votos. En la página Anime News Network posee una puntuación aproximada de 6 (decente), basada en más de 900 votos, mientras que en MyAnimeList tiene una calificación de 7.2, basada en más de 47 000 votos.